# Brzeżyca
Brzeżyca (Littorella P.J. Bergius) – rodzaj roślin z rodziny babkowatych. Obejmuje trzy gatunki. Brzeżyca jednokwiatowa (L. uniflora) występuje w Europie, w tym także w Polsce, L. americana rośnie w strefie umiarkowanej Ameryki Północnej, a L. australis w takiej samej strefie Ameryki Południowej. Wszystkie gatunki są roślinami wodnymi, rosnącymi w jeziorach zwykle o wodzie kwaśnej. Rosną na dnie piaszczystym lub żwirowym, sięgając 4 m głębokości, ale kwitną tylko wówczas, gdy są wynurzone.

## Morfologia

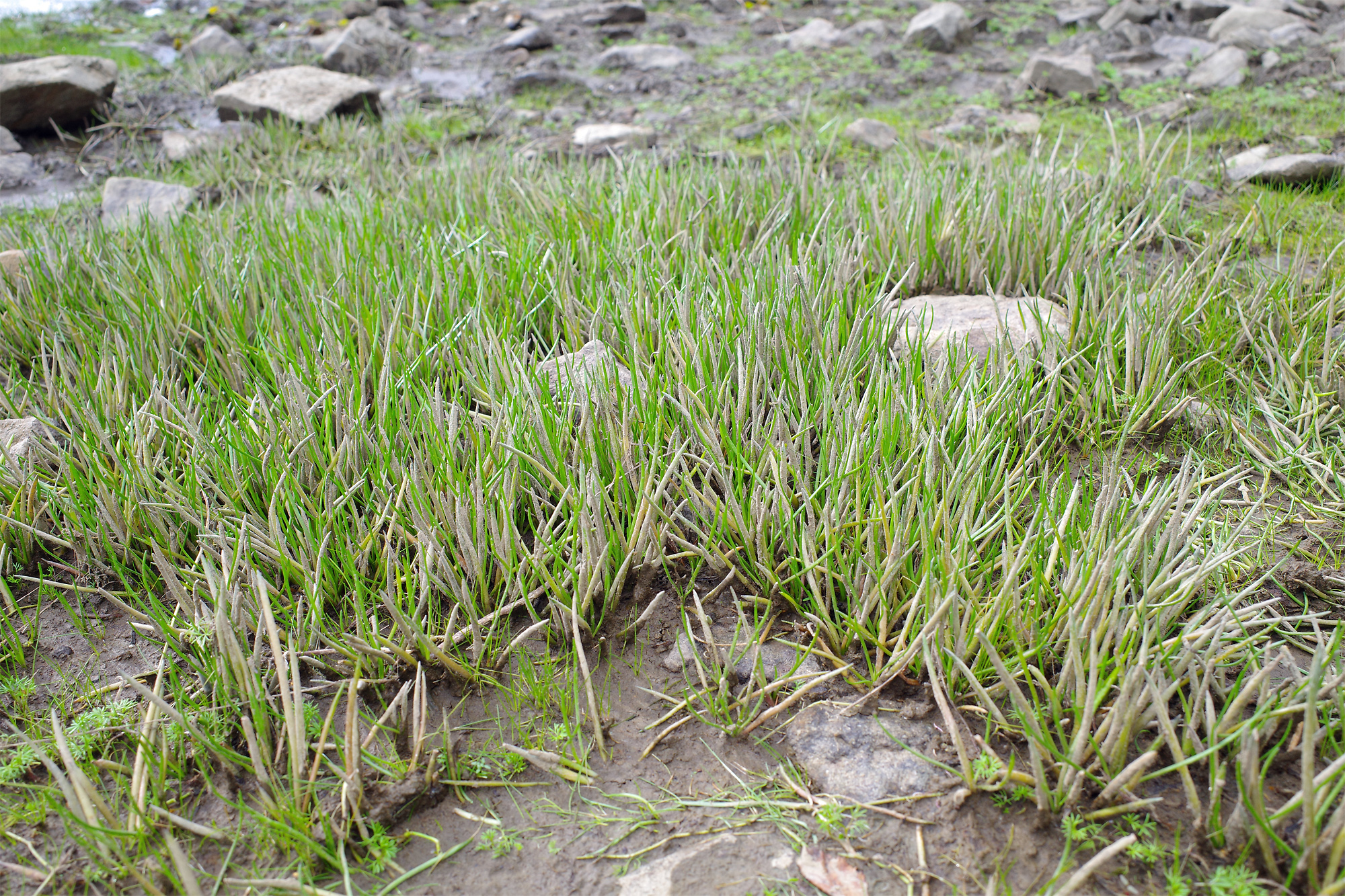
Brzeżyca jednokwiatowa

PokrójByliny rozrastające się kłączowo, tworzące darnie na dnie zbiorników.
LiścieZebrane w rozety przyziemne, równowąskie, szydlaste, zwykle półwalcowate – spłaszczone od góry.
KwiatyRozdzielnopłciowe – męskie wyrastają pojedynczo na szczytach łodygi, żeńskie zebrane są w skąpokwiatowych kłosach o długości równej lub krótszej od długości liści. Kwiaty są promieniste, o średnicy ok. 5 mm. Płatki cztery zrośnięte są u nasady, są błoniaste. W kwiatach męskich pręciki są cztery, osiągają od 1 do 2 cm długości, zakończone są okazałymi pylnikami. Kwiaty żeńskie zawierają jednokomorową zalążnię z jednym lub dwoma zalążkami. Szyjka słupka osiąga do 1 cm długości.
OwoceTwarde, niepękające.

## Systematyka
Rodzaj był jednym z kilku wyróżnianych w obrębie wąsko ujmowanych babkowatych (Plantaginaceae). Po zmianach w klasyfikacji w latach 90. XX wieku, rozszerzających ujęcie babkowatych, zaproponowano także scalenie kilku blisko spokrewnionych rodzajów, w tym Littorella w jeden rodzaj babka Plantago. Propozycja jest dyskusyjna w odniesieniu do rodzaju Littorella ponieważ tworzy on monofiletyczną grupę siostrzaną wobec rodzaju Plantago (wraz z zagnieżdżonym w nim dawnym rodzajem Bougueria). W bazach danych taksonomicznych ujęcie zaliczanych tu roślin jest rozmaite, albo stanowią one grupę siostrzaną dla Plantago, albo włączane są do niego jako jedna z pięciu sekcji, siostrzana wobec pozostałych.
Wykaz gatunków
- Littorella americana Fernald
- Littorella australis Griseb. ex Benth. & Hook. f.
- Littorella uniflora (L.) Asch. – brzeżyca jednokwiatowa